# Philippe Cuelenaere
Philippe Cuelenaere (* 2. September 1971 in Gent) ist ein ehemaliger belgischer Steuermann im Rudern und war mit zwölf Jahren der jüngste Teilnehmer bei den Olympischen Sommerspielen 1984.
Cuelenaere saß in Los Angeles beziehungsweise auf dem Lake Casitas im Zweier mit Steuermann der Brüder William und Guy Defraigne, die den elften Platz belegten und der Mutter ihres Bootskollegen versprochen hatten auf ihn aufzupassen. Vor den Olympischen Sommerspielen 1984 hatten die Gebrüder Defraigne mit ihrem Steuermann Cuelenaere bereits die Weltmeisterschaften 1983 auf der Regattabahn Duisburg besucht und dort ebenfalls den elften Platz belegt.
Im Alter von fast 18 Jahren schließlich war Cuelenaere selbst als Ruderer im Zweier ohne Steuermann erfolgreich. Gemeinsam mit Filip Fraeye nahm er zweimal an den Weltmeisterschaften der Junioren (U19) teil und belegte im Jahr 1988 Platz 8 und im Jahr 1989 Platz 4.